# Campylocera hyalipennis
Campylocera hyalipennis är en tvåvingeart som beskrevs av Malloch 1929. Campylocera hyalipennis ingår i släktet Campylocera och familjen Pyrgotidae. Inga underarter finns listade i Catalogue of Life.